# U-23ヨーロッパ野球選手権大会
U-23ヨーロッパ野球選手権大会（英語：U-23 Baseball European Championship）は、ヨーロッパ地域の23歳以下の各国代表によって競われる、野球の国際大会である。世界野球ソフトボール連盟（WBSC）が2016年から世代別ワールドカップの実施区分を21歳以下から23歳以下へと変更したのに伴って、2017年から実施されるようになった。奇数年に開催され、上位2チームは翌年のWBSC U-23ワールドカップへの出場権を得る。中間年となる偶数年にはBプール（予選）を開催している。

## 大会形式
本選には8か国が出場する。前回大会の上位6か国は予選を免除され、残りの2つの出場枠をかけて予選が実施される。

### 予選
2023年の第4回大会以降、予選は前年の8月に2か国で実施されている。各グループには5〜6か国程度が参加し、各グループ上位1か国が翌年の本戦出場権を獲得する。

### 本戦
2019年の第2回大会以降、本戦には8か国が出場している。4か国ずつの2組に分かれて総当たり戦を行い、各組上位2か国が準決勝に進出。準決勝の勝者どうしによる決勝で優勝が争われている。3位決定戦や、1次ラウンド敗退国による順位決定戦も実施される。

## 大会記録
| 回 | 開催年 | 開催地                                      | 優勝     | 準優勝   | 3位      | 4位      | 出場数 | 試合数 | 観客動員数 (平均) |                | 予選開催地 | 予選参加数 (通過) |
| -- | ------ | ------------------------------------------- | -------- | -------- | -------- | -------- | ------ | ------ | ----------------- | -------------- | ---------- | ----------------- |
| 1  | 2017   | ブルノ · ブランスコ · ヴェルス · トルナヴァ | オランダ | チェコ   | ベルギー | スペイン | 16     | 48     | 6,520 (136)       | 実施せず       | 実施せず   |                   |
| 2  | 2019   | プラハ                                      | チェコ   | ドイツ   | ベルギー | フランス | 8      | 20     | 3,159 (158)       | ブラチスラヴァ | 10 (3)     |                   |
| 3  | 2021   | ヴェローナ                                  | オランダ | ドイツ   | イタリア | イギリス | 8      | 20     | 2,859 (143)       | 中止           | 中止       |                   |
| 4  | 2023   | ウィーナーノイシュタット · シュヴェヒャート | オランダ | イギリス | フランス | ドイツ   | 8      | 20     | 6,639 (332)       | リュブリャナ   | 11 (2)     |                   |
| 4  | 2023   | ウィーナーノイシュタット · シュヴェヒャート | オランダ | イギリス | フランス | ドイツ   | 8      | 20     | 6,639 (332)       | ウテナ         | 11 (2)     |                   |
| 5  | 2025   | トシェビーチ                                | 不明の旗 | 不明の旗 | 不明の旗 | 不明の旗 | 8      | 20     |                   | チューリッヒ   | 10 (2)     |                   |
| 5  | 2025   | トシェビーチ                                | 不明の旗 | 不明の旗 | 不明の旗 | 不明の旗 | 8      | 20     | ブダペスト        |                | 10 (2)     |                   |

## 獲得メダル総数
| 順位              | 国/地域           | 金 | 銀 | 銅 | 計 |
| ----------------- | ----------------- | -- | -- | -- | -- |
| 1                 | オランダ          | 3  | 0  | 0  | 3  |
| 2                 | チェコ            | 1  | 1  | 0  | 2  |
| 3                 | ドイツ            | 0  | 2  | 0  | 2  |
| 4                 | イギリス          | 0  | 1  | 0  | 1  |
| 5                 | ベルギー          | 0  | 0  | 2  | 2  |
| 6                 | イタリア          | 0  | 0  | 1  | 1  |
| 6                 | フランス          | 0  | 0  | 1  | 1  |
| 計 (国/地域数: 7) | 計 (国/地域数: 7) | 4  | 4  | 4  | 12 |